# Onthophagus streltsovi
Onthophagus streltsovi är en skalbaggsart som beskrevs av Tarasov och Kabakov 2010. Onthophagus streltsovi ingår i släktet Onthophagus och familjen bladhorningar. Inga underarter finns listade i Catalogue of Life.